# Savigné-sous-le-Lude
Savigné-sous-le-Lude är en kommun i departementet Sarthe i regionen Pays de la Loire i nordvästra Frankrike. Kommunen ligger i kantonen Le Lude som tillhör arrondissementet La Flèche. År 2022 hade Savigné-sous-le-Lude 447 invånare.

## Befolkningsutveckling
Antalet invånare i kommunen Savigné-sous-le-Lude
| Referens: INSEE |